# Puszcza Wkrzańska

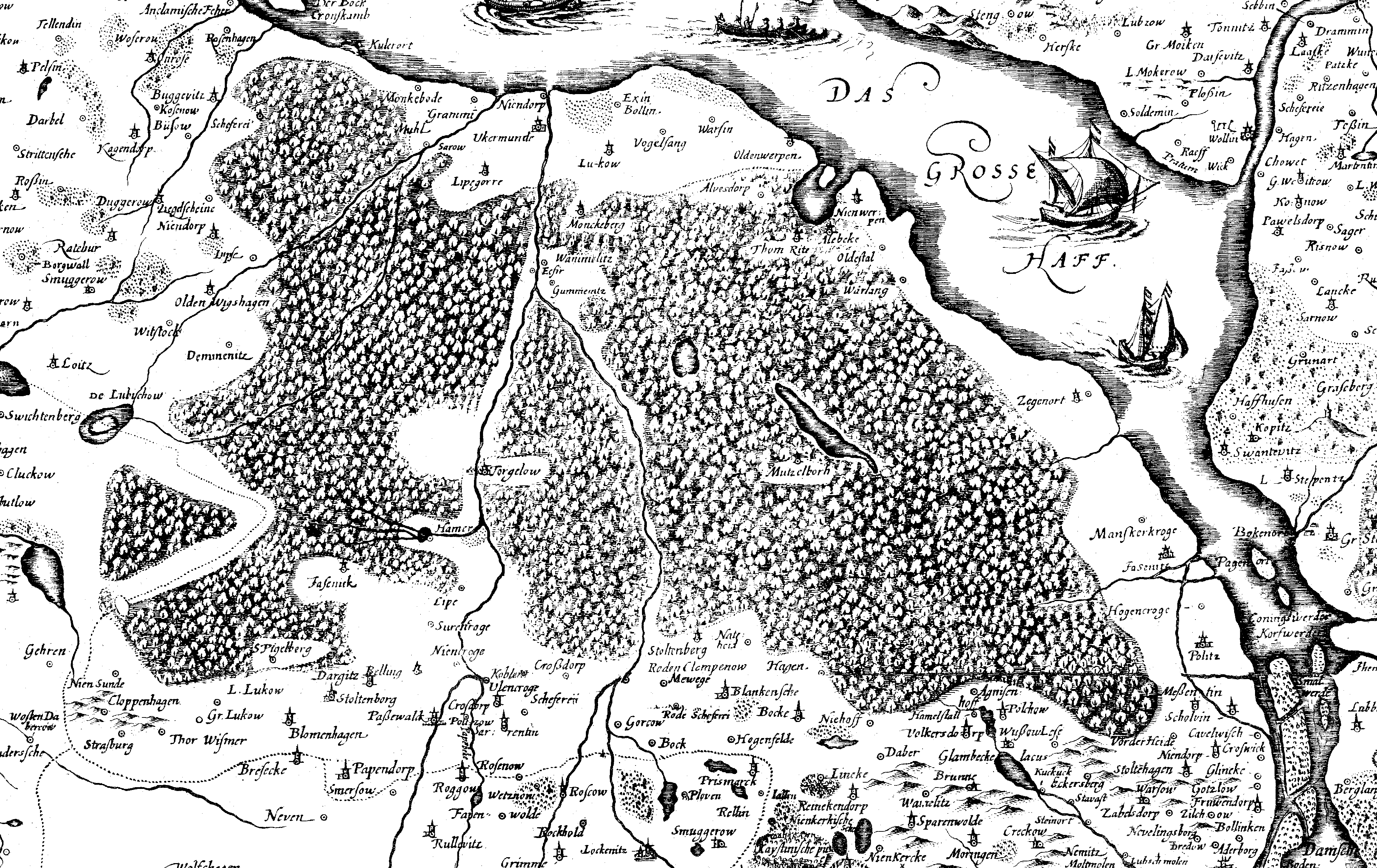
Puszcza Wkrzańska na Wielkiej Mapie Księstwa Pomorskiego Eilerta Lübbena z l. 1610-18

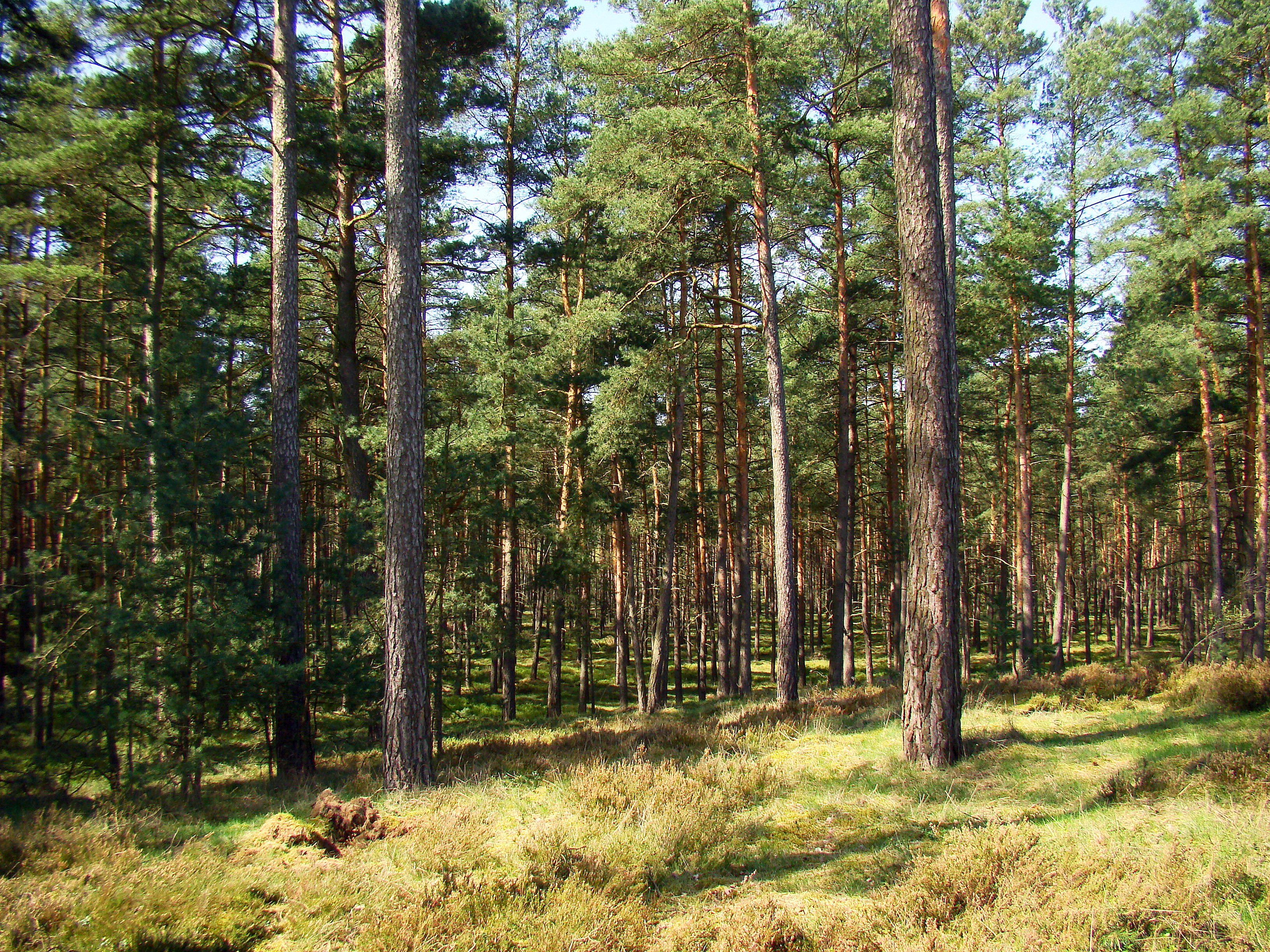
Puszcza Wkrzańska, część środkowa, las sosnowy

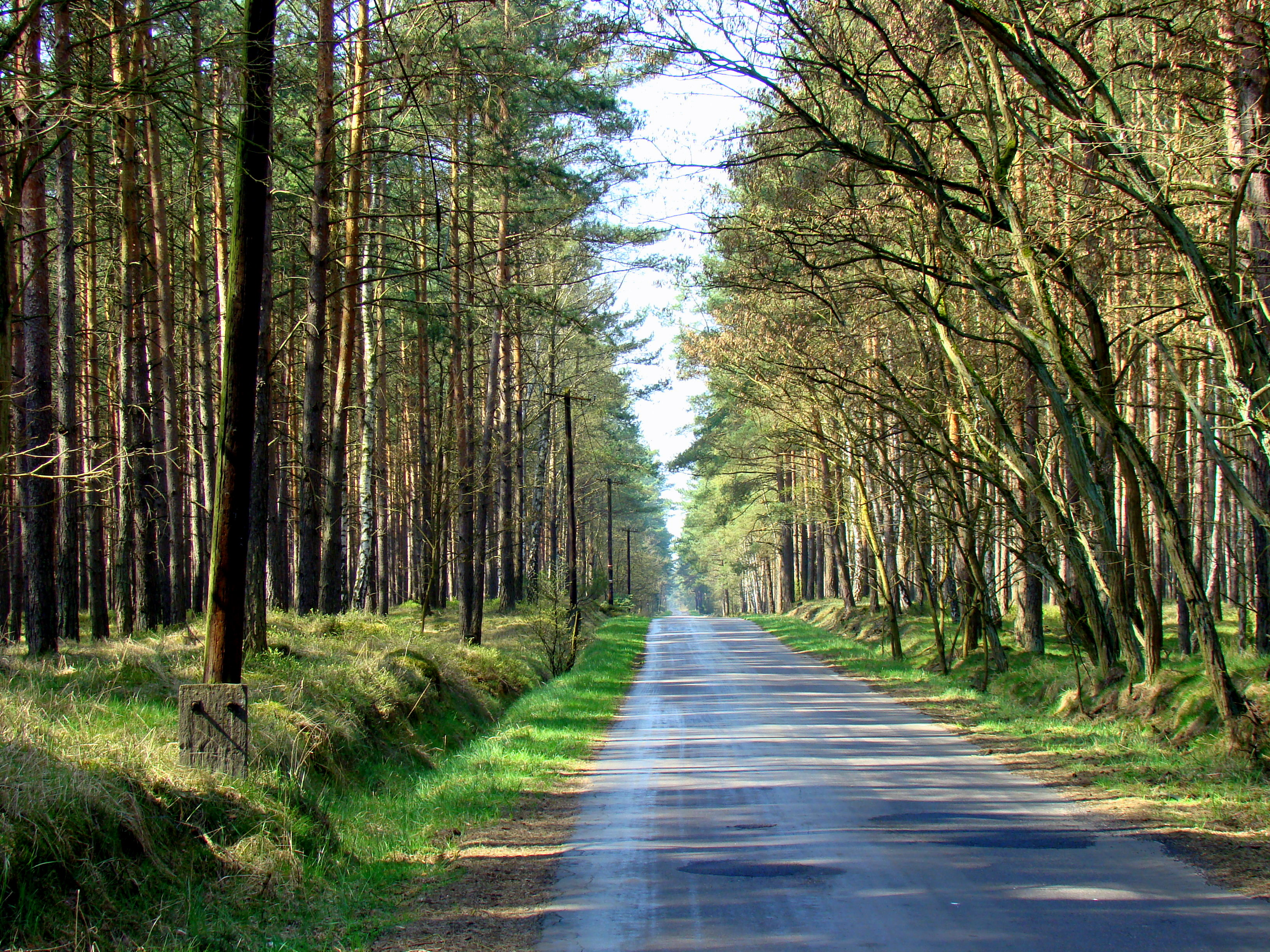
Puszcza Wkrzańska, droga z Trzebieży do Myśliborza Wielkiego

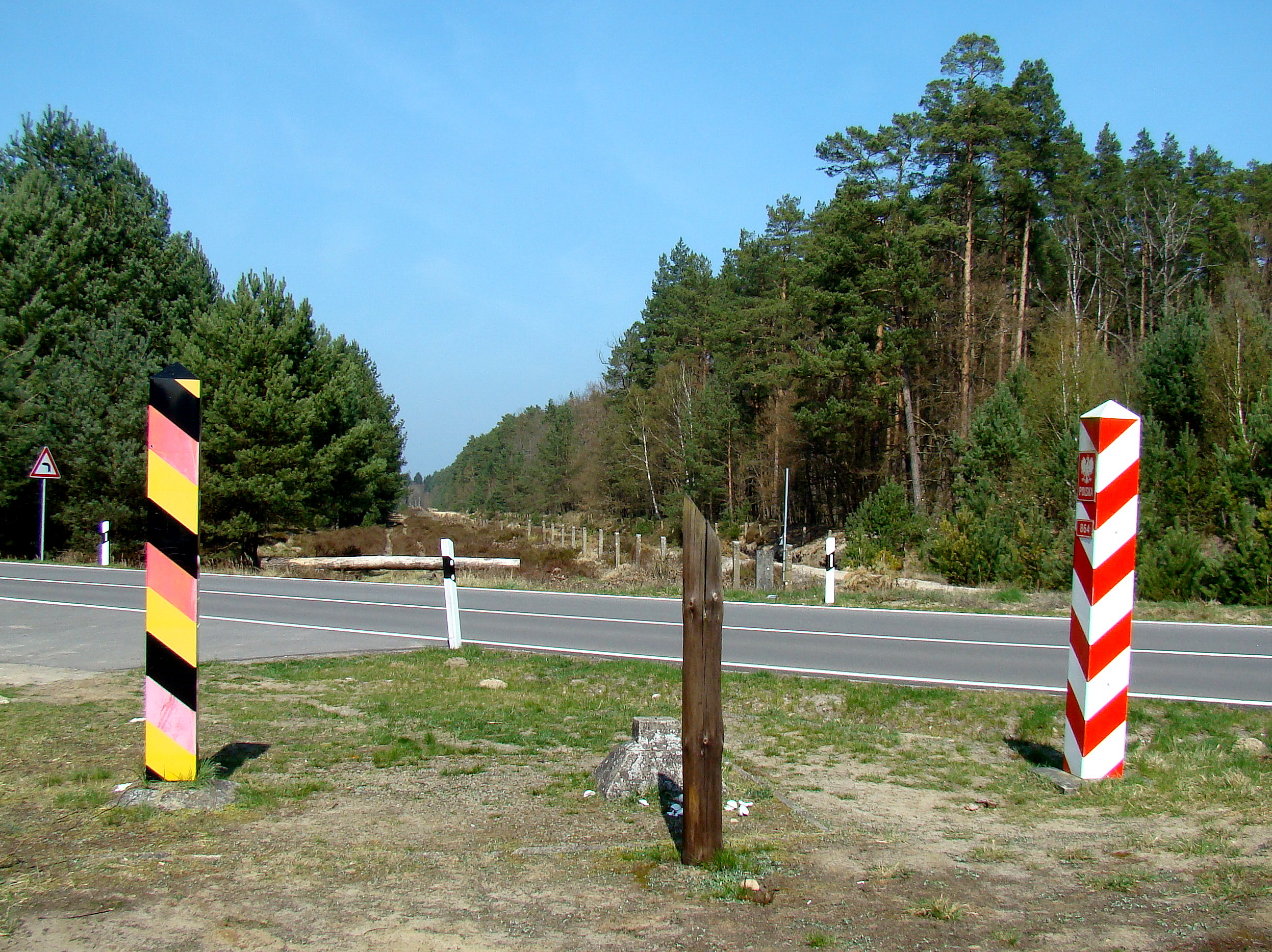
Puszcza Wkrzańska, Granica polsko-niemiecka k. Dobieszczyna

Puszcza Wkrzańska (niem. Ueckermünder Heide) – puszcza położona w Niemczech w powiecie Vorpommern-Greifswald (Meklemburgia-Pomorze Przednie) oraz w Polsce – w województwie zachodniopomorskim w powiecie polickim i częściowo w Szczecinie. Puszcza jest obszarem sieci Natura 2000.

## Charakterystyka, obszary chronione
Powierzchnia puszczy wynosi ok. 1550 km² (z czego 337 km² na obszarze Polski - 22%). Nazwę swoją zawdzięcza położonej po niemieckiej stronie rzece Wkrze (niem. Uecker). Granicami puszczy są: od północy Zalew Szczeciński, od wschodu Odra, od południa droga Głębokie – Dobra – Pasewalk, a od zachodu droga i linia kolejowa Pasewalk – Anklam.
W polskiej części najcenniejszym ze względów przyrodniczych jest Rezerwat Świdwie chroniący tutejsze ptaki: żurawie, wilgi, błotniaki – stawowy i łąkowy, strumieniówki, derkacze, kilka rodzajów gęsi i wiele innych. Rezerwat obejmuje jezioro Świdwie i przyległe do niego bagna. Wokół rezerwatu znajdują się dwie Stacje Ornitologiczne: we wsi Bolków i nad rzeką Gunicą. W puszczy przeważają bory sosnowe i sosnowo-bukowe. Starodrzewy puszczy w pobliżu zbiorników wodnych są siedliskiem bielika.
Na obszarze puszczy występuje niewiele jezior i rzek. Wśród jezior, poza Świdwiem, można wymienić jezioro Piaski, Karpino, Głębokie, Bartoszewo, Piaszynko oraz nadgraniczne: jezioro Myśliborskie Małe, jezioro Myśliborskie Wielkie i Stolsko. Ważniejszymi rzekami przepływającymi przez puszczę są: wspomniane wcześniej Wkra i Gunica oraz Randow, Myśliborka, Osówka, Karwia Struga.
W granicach Szczecina Puszcza tworzy Parki Leśne: Arkoński, Głębokie i Mścięcino oraz Park Kasprowicza.
Niemiecka część Puszczy Wkrzańskiej wchodzi w skład Naturpark Am Stettiner Haff a ochroną przyrody objęto m.in. Friedländer Große Wiese – torfowisko o powierzchni ok. 250 km² leżące ok. 20 km na południowy zachód od Ueckermünde, na terenie powiatów Vorpommern-Greifswald, Mecklenburgische Seenplatte i Vorpommern-Greifswald. 
Pomiędzy Torgelow a Eggesin znajduje się poligon wojskowy Jägerbrück o powierzchni ok. 100 km².

## Miejscowości w okolicach Puszczy Wkrzańskiej
| - miasta: - Nowe Warpno - Police - Szczecin - wsie: - Warnołęka - Brzózki - Stolec - Trzebież - Bartoszewo - Przęsocin - Pilchowo - oraz wiele innych (zobacz powiat policki) | - miasta: - Ueckermünde - Eggesin - Torgelow - Pasewalk - wsie: - Ahlbeck - Altwarp - Rothenklempenow - Glashütte - Blankensee |

Do roku 1945 lub 1946 istniała linia kolejowa prowadząca przez środek puszczy, która łączyła Gumieńce, Dołuje, Dobrą, Buk, Stolec, Glashütte, Hintersee, Rieth i Nowe Warpno. Obecnie pozostał jej krótki niewykorzystywany fragment ze Szczecina do Dołuj, a resztki dawnego torowiska i obiektów kolejowych są coraz mniej widoczne. 

## Turystyka
Dzięki niewielkiej odległości, walorom krajobrazowym (Wzgórza Warszewskie) i sąsiedztwu Zalewu Szczecińskiego stanowi ważne miejsce weekendowej rekreacji dla mieszkańców aglomeracji szczecińskiej. Liczne szlaki turystyczne (polskie, niemieckie i międzynarodowe). Od 2004 Puszcza wchodzi w skład Leśnego Kompleksu Promocyjnego „Puszcze Szczecińskie”. 

### Szlaki turystyczne
- Szlak Puszczy Wkrzańskiej
- Szlak „Ścieżkami Dzików”
- Szlak Warszewski
- Szlak Pokoju
- Szlak Ornitologów
- Szlak „Przez Las Arkoński i Wzgórza Warszewskie”
- Szlak Policki
- Szlak Spacerowy nad Jezioro Głębokie
- Szlak Gocławski
- Szlak czarny Leśno Górne - Tanowo
- Szlak Pilchowski
- Szlak do Polany Harcerskiej
- Szlak nad Jezioro Świdwie
- Szlak „Puszcza Wkrzańska”
- Międzynarodowy szlak rowerowy Odra - Nysa
- Międzynarodowy szlak rowerowy wokół Zalewu Szczecińskiego R-66
- Szlak „Do półwyspu Stare Warpno”
- Szlak „Wokół bagnistego terenu Ahlbeck”
- Szlak „Rothenklempenow”
- Szczeciński Szlak Graniczny
- Szlak Parków i Pomników Przyrody
- Trasa Hanzeatycka
- Szlak kajakowy Gunica

## Zdjęcia

Puszcza Wkrzańska (Ueckermünder Heide)
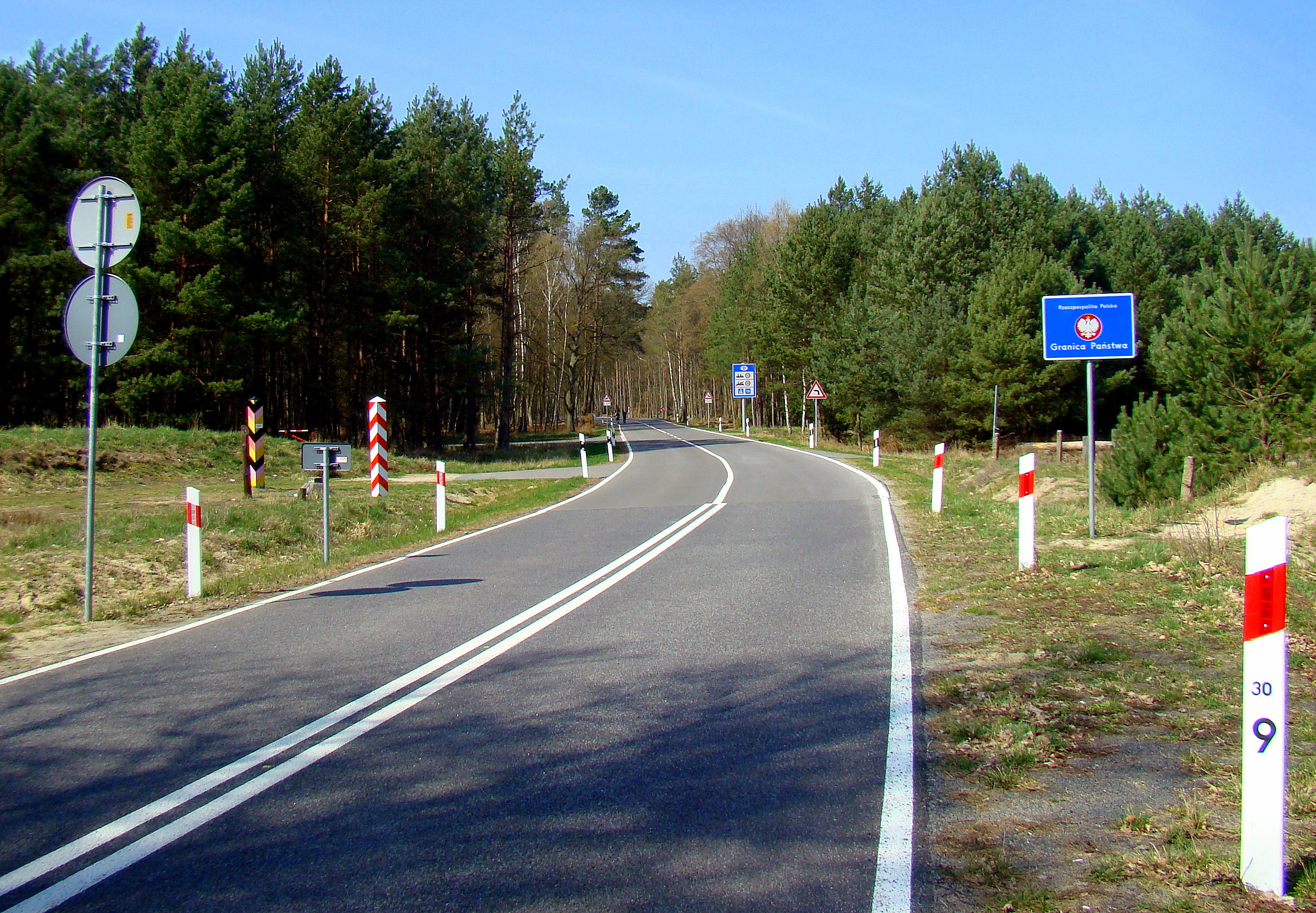
Puszcza Wkrzańska, granica polsko-niemiecka na DW115
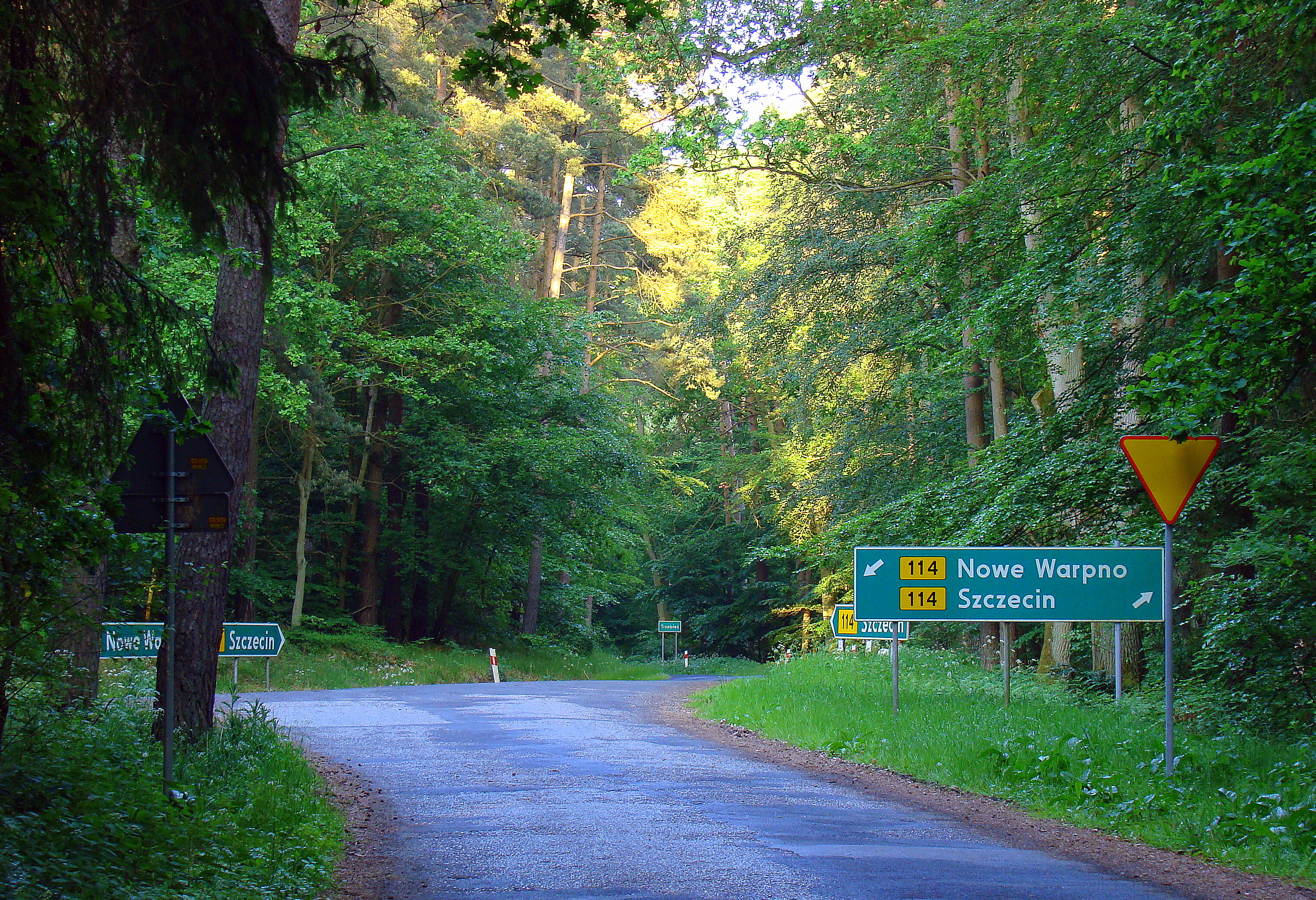
Puszcza Wkrzańska DW 114 k. Pienic
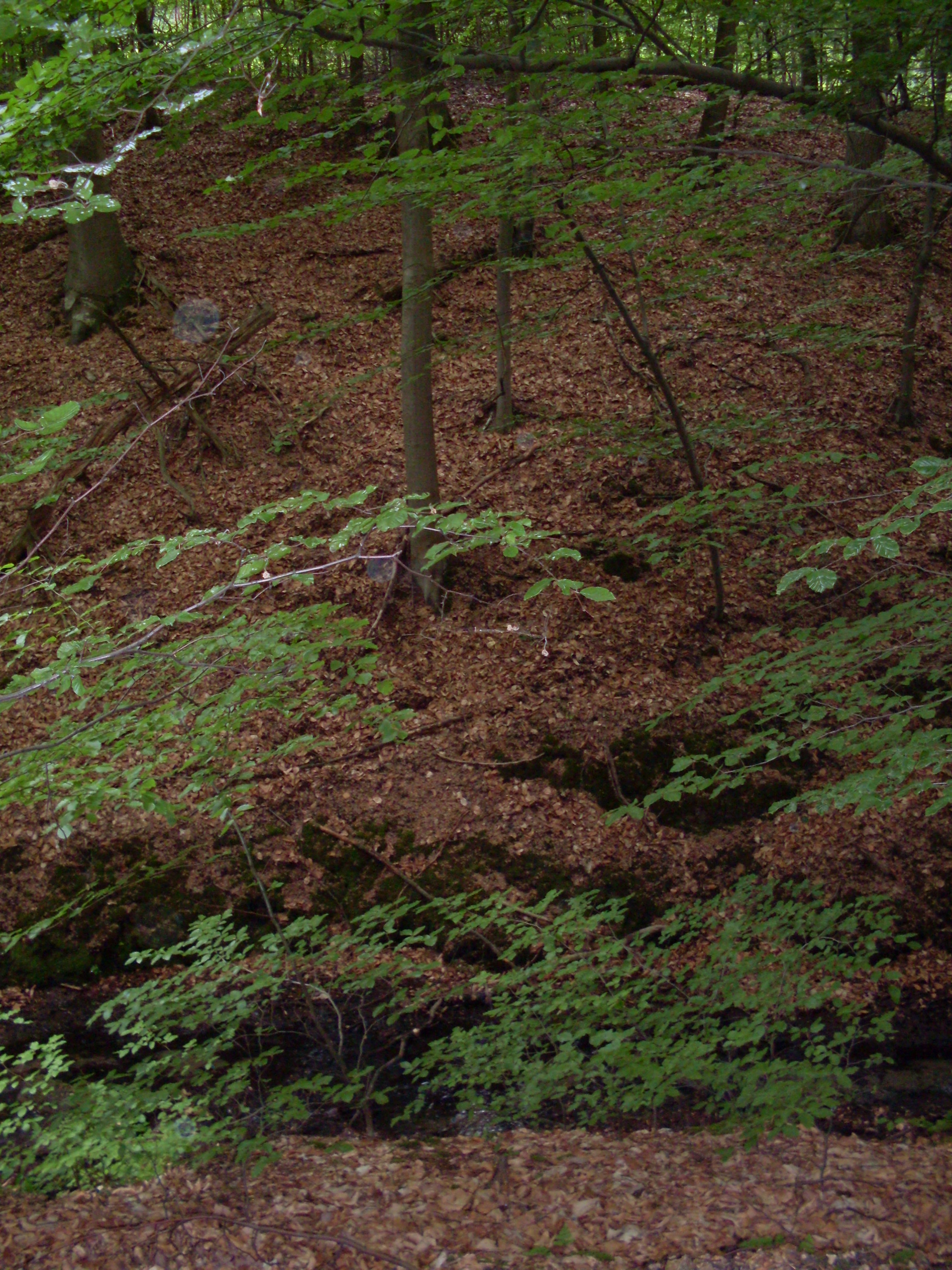
Dolina Siedliczki
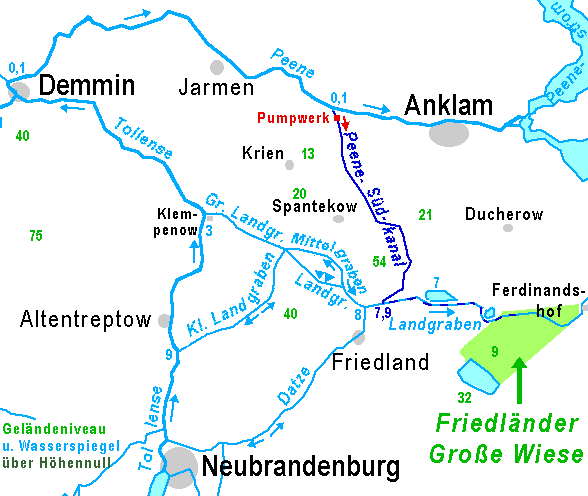
Położenie Friedländer Große Wiese
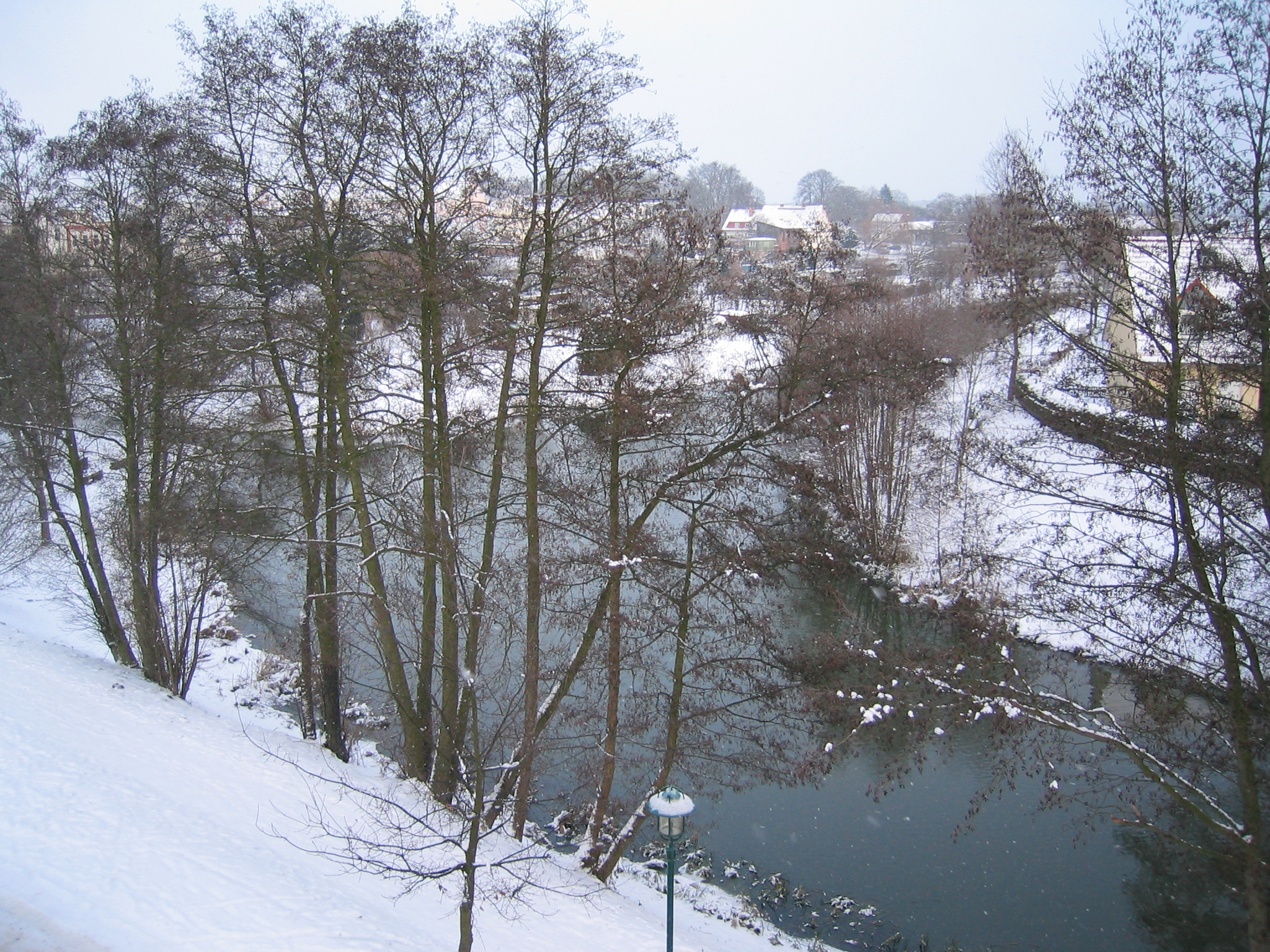
Wkra na skraju Puszczy Wkrzańskiej w Torgelow k. Pasewalku (Niemcy)
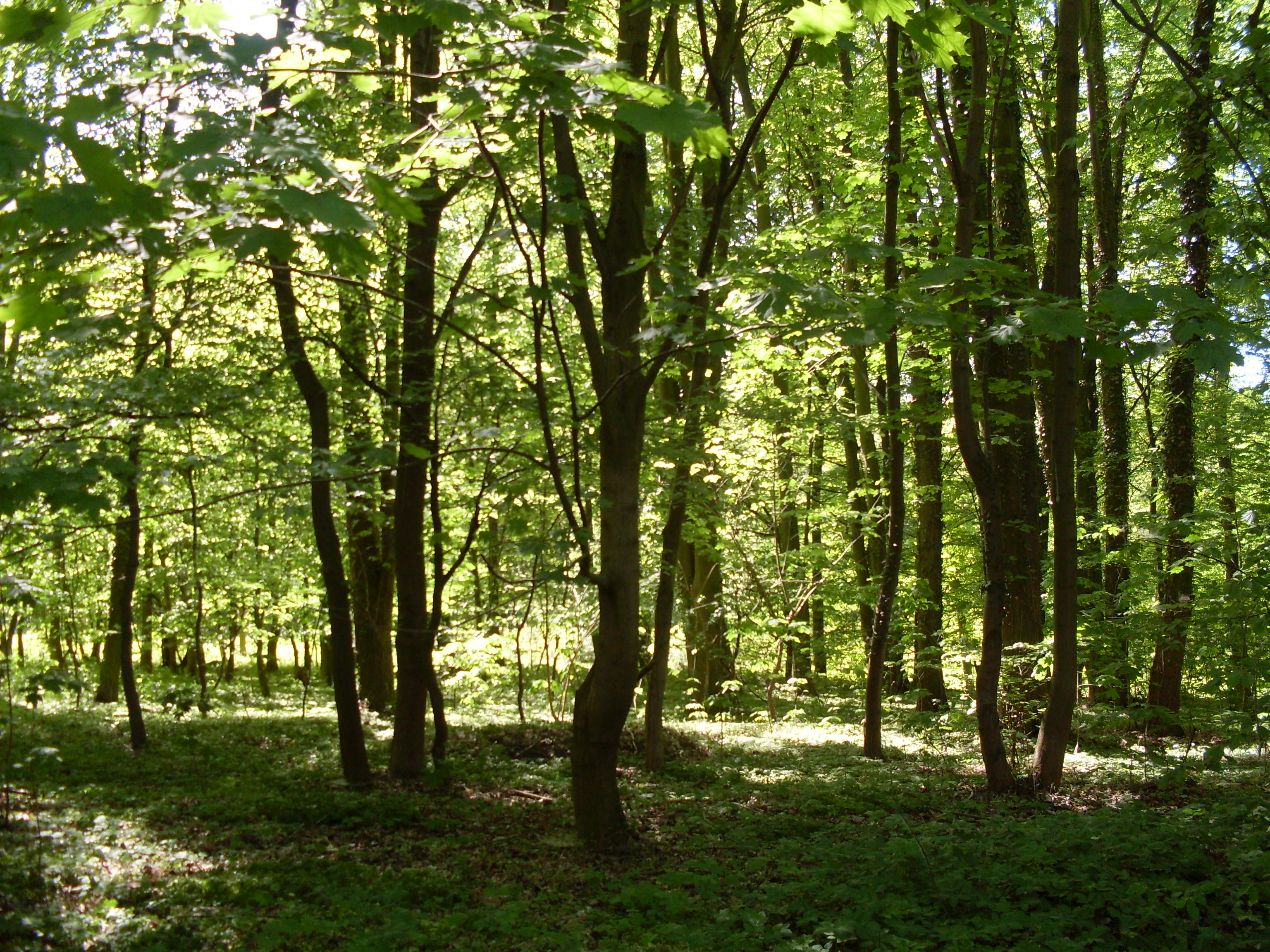
Puszcza Wkrzańska w Policach - Mścięcinie
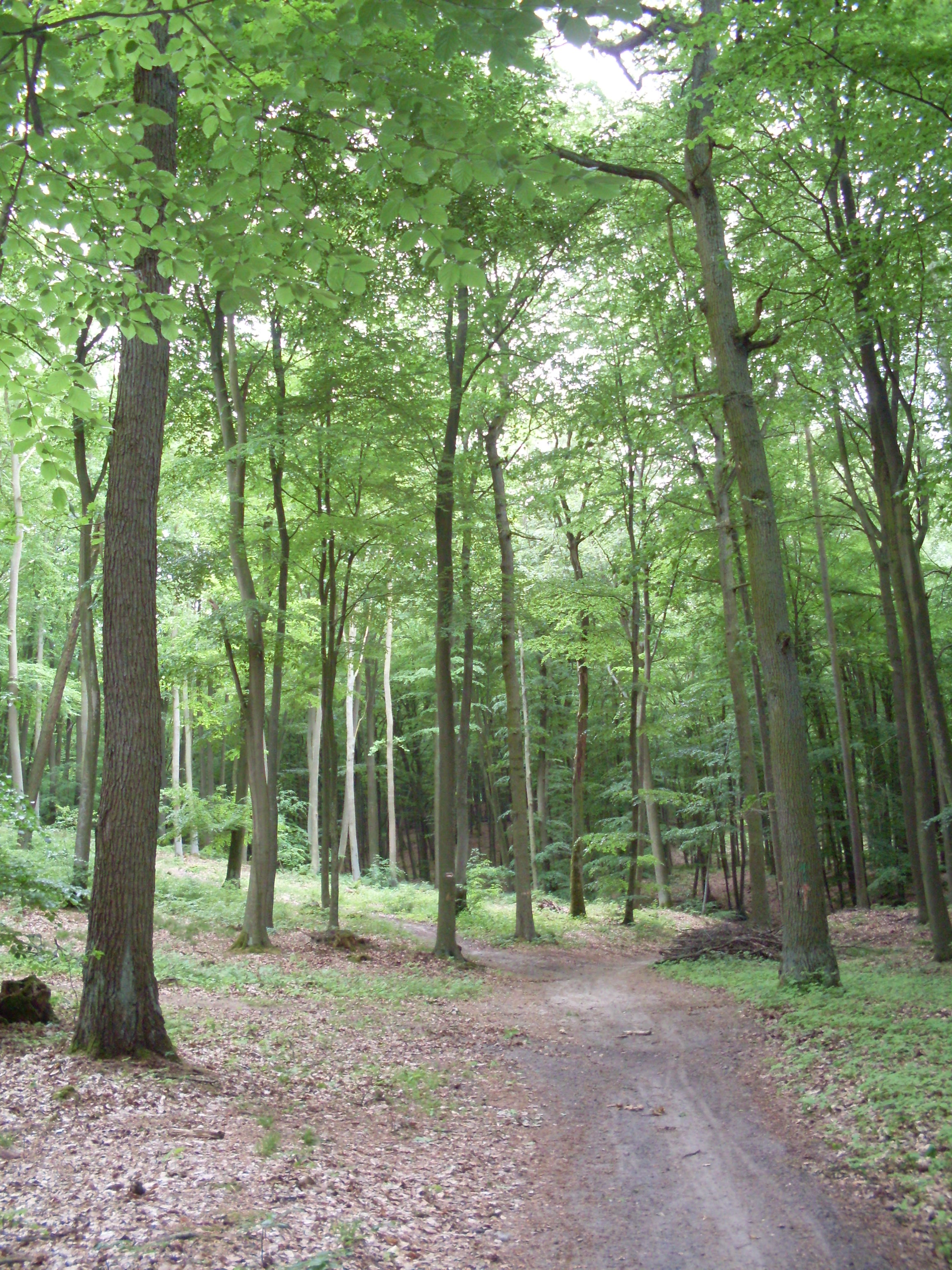
Droga leśna w rejonie Siedlic
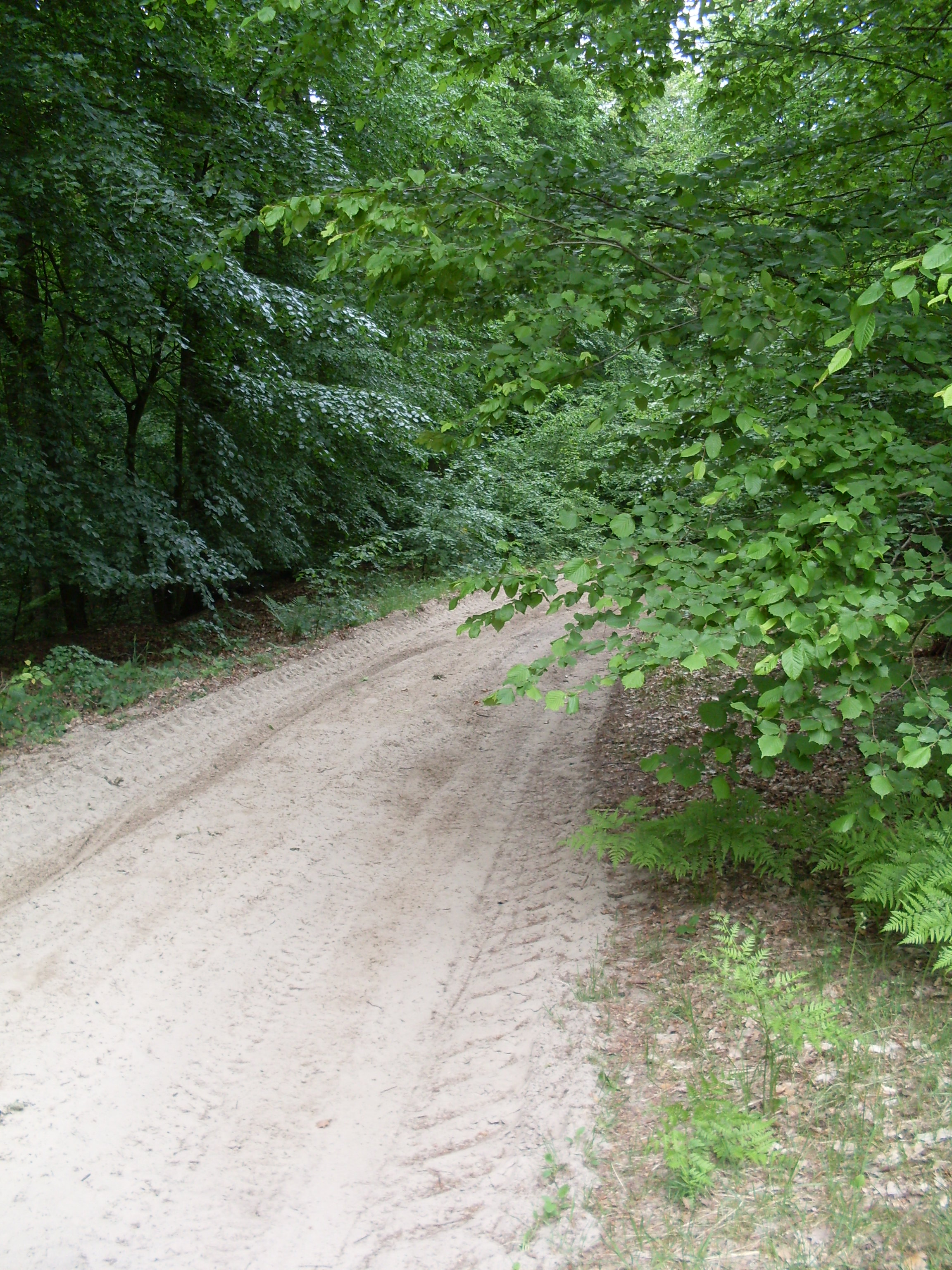
Droga leśna k. Przęsocina